# アンドリュー・スコット
アンドリュー・スコット（英: Andrew Scott、1976年10月21日 - ）は、アイルランドの映画・テレビ・舞台俳優。

## 人物
BBCのドラマ『SHERLOCK』ではジム・モリアーティ役、2015年のジェームズ・ボンドシリーズ第24作『007 スペクター』ではCことマックス・デンビーを演じた。
スコットはロイヤル・コート・シアターで上演された "A Girl in a Car with a Man"（2005年）と "Cock"（2010年）で、それぞれローレンス・オリヴィエ賞のLaurence Olivier Award for Outstanding Achievement in an Affiliate Theatreを受賞している。映画 "Dead Bodies" (en) ・"The Stag" (en) ではアイルランド映画・テレビアカデミー賞を受賞したほか、『SHERLOCK』のモリアーティ役で英国アカデミー賞テレビ部門最優秀助演男優賞、『パレードへようこそ』では英国インディペンデント映画賞最優秀助演男優賞、さらにラジオ作品で2度のBBCオーディオ・ドラマ賞を獲得している。

## 略歴と教育
スコットはアイルランド・ダブリンのチャーチタウン出身である。父ジムは職業紹介所に勤めており、母ノラは美術教師だった。スコットにはスポーツ・コーチの姉サラと、妹ハナがいる。
スコットはダブリンの南部にある私立のイエズス会系カトリックの男子校、ゴンザーガ・カレッジに通った。同時に子供向け演劇スクールの土曜クラスに通っており、アイルランドでテレビ放送された2本の広告にも出演している。17歳の時には、映画 "Korea" (en) の主役に選ばれ、映画に初出演した。スコットはアート・スクールに通う奨学金を得ていたが、ダブリン大学トリニティ・カレッジで演劇を学ぶことを選び、さらに6ヶ月後にはダブリンのアベイ座に参加するため退学した。

## 活動歴
スティーヴン・スピルバーグの映画『プライベート・ライアン』で端役を演じた後、スコットはダブリンのゲート・シアター (Gate Theatre) で、映画・舞台監督のカレル・ライス演出の作品『夜への長い旅路』に参加し、下の息子エドマンド役を演じた。この作品の原作はユージン・オニールで、20世紀初期に苦しみながら生きたアメリカ人家族を描く戯曲である。彼はSunday Independent紙の "Sunday Independent Spirit of Life Arts Awards 1998" でアクター・オブ・ザ・イヤー（英: Actor of the Year）を受賞したほか、同じ年のアイリッシュ・タイムズ・シアター・アワード1998では最優秀助演男優賞にノミネートされている。
ユアン・マクレガーの出演した映画『ノーラ・ジョイス 或る小説家の妻』ではマイケル・ボドキン役を演じている。また、ヘンリー・ジェイムズの『アメリカ人』を映像化したテレビ作品では、ダイアナ・リグやマシュー・モディーンとも共演したほか、この作品の後にはロイヤル・コート・シアターで行われたブライアン・コックス主演・コナー・マクファーソン作の『ダブリン・キャロル』で、ロンドン劇場デビューを果たしている。BAFTA賞も獲得したドラマ『経度への挑戦』ではマイケル・ガンボンとも共演しており、また複数の賞を受賞したHBOのミニシリーズ『バンド・オブ・ブラザース』にも出演している。『バンド・オブ・ブラザース』制作中の雰囲気について、スコットは「ひどいものだった」（英: "awful"）と述べている。
2004年には、ベルリン国際映画祭でシューティング・スター賞を受賞した。BBCの "My Life in Film" (en) に出演した後、ロイヤル・コート・シアターで上演された "A Girl in a Car with a Man"で演じた役に対して、ローレンス・オリヴィエ賞が送られている。また、ロイヤル・ナショナル・シアターで公演した "Aristocrats" には、"Theatregoers' Choice Award" (en) が贈られている。ロイヤル・コート・シアターでのクリストファー・シンによるオリジナル作品、"Dying City" では双子の兄弟役を演じ、この作品は後にピューリッツァー賞にノミネートされている。2006年には、"The Vertical Hour" (en) に出演してブロードウェイ・デビューを果たしている。ミュージック・ボックス・シアターで上演されたこの作品にはジュリアン・ムーアやビル・ナイが出演しており、脚本はデヴィッド・ヘアー、監督はサム・メンデスが務めた。この作品でスコットはドラマ・リーグ・アワードにノミネートされている。
2008年には、HBO制作で賞も獲得したミニシリーズ "John Adams" (en) に出演し、ローラ・リニーやポール・ジアマッティと共演している。メリル・ストリープの娘、マミー・ガマー（英: Mamie Gummer）が彼の妹役を演じた。2009年には、彼のためにオリヴィエ賞脚本家サイモン・スティーヴンスが書き下ろした一人芝居、"Sea Wall" を制作している。この作品は後に短編映画化され、現在はスコット本人の公式サイトから有料で視聴できる。
ロイヤル・コート・シアターで2009年遅くに上演され、チケット完売を達成した作品 "Cock" では、ベン・ウィショー、キャサリン・パーキンソン、ポール・ジェソンと共演し、作品は2010年のオリヴィエ賞を獲得した。『刑事フォイル』では、無実の罪で絞首刑に掛けられることが決まった囚人を演じ、Slant 誌に「突出した演技だった」（英: a "standout performance"）と評された。他にも、"Chasing Cotards"（IMAX用に制作された短編映画）や、同じく短編映画 "Silent Things"、BBCの映画『ジョン・レノンの魂〜アーティストへの脱皮 苦悩の時代〜』（原題："Lennon Naked"、ポール・マッカートニー役）などに出演している。2010年に制作され、批評家に絶賛された映画 "The Duel" (en) にも出演している。この作品の原作はアントン・チェーホフの短編『決闘』である。
彼自身は、2010年から放送されたBBCのテレビシリーズ『SHERLOCK』で演じた、シャーロック・ホームズの宿敵ジム・モリアーティ役で広く知られており、第58回英国アカデミー賞テレビ部門で助演男優賞を受賞している。また、"Garrow's Law" (en) の第2シリーズにゲスト出演して、ソドミーを試すゲイの男性を演じた。2010年にはリサ・ディロンやトム・バークと、オールド・ヴィクで上演された三角関係恋愛コメディ、ノエル・カワードの 『生活の設計』に出演している。
2011年、ロイヤル・ナショナル・シアターで、ヘンリック・イプセンの叙事詩『皇帝とガリラヤ人』のベン・パワーによる翻案劇に出演し、主役のジュリアン（ユリアヌス）を演じている。
2011年のBBC Twoのオリジナル・ドラマ『THE HOUR 裏切りのニュース』にも出演し、ゲイであることを隠している鳴かず飛ばずの俳優、アダム・ル・レイ（英: Adam Le Ray）を演じている。
舞台やテレビ作品に加えて、ラジオドラマやオーディオブックでの声の仕事も知られている。F・スコット・フィッツジェラルドの『グレート・ギャツビー』では主役のジェイ・ギャツビー、ジェイムズ・ジョイスの『ユリシーズ』ではスティーヴン・ディーダラスを演じている。
2013年11月、スコットは、ナショナル・シアターで行われた50年分の公演の中から抜粋し、テレビで生放送を行うという演劇イベント "National Theatre's 50 Years on Stage" に参加した。彼はドミニク・クーパーと共に、トニー・クシュナーの作品『エンジェルス・イン・アメリカ 国家的テーマに関するゲイ・ファンタジア』の1シーンを演じている。スコット自身は当日の体験を『圧倒された』と語っており、更に『何て夜で、あそこにいたなんて何て誉れなんだ』と付け加えている。
ロイヤル・コート・シアターで上演された "Birdland" では、メイン・キャラクターの1人、人気絶頂期で落ち目が見え始めているロックスターのポールを演じた。この作品はサイモン・スティーヴンス脚本、キャリー・クラックネル監督である。彼の演技については好意的に評価され、「美しい演技だった」('beautifully played') 、
「目の奥では完全に死んでいながら、同時にこちらを魅了させるような素晴らしい手品を見せてくれた。崇められ同時に恐れられるようなぞっとする俳優だ」などのコメントが寄せられた。
2015年制作のジェームズ・ボンドシリーズ第24作『007 スペクター』では、英国政府の高官で、MI6の00セクションを閉鎖しようと画策する、マックス・デンビーを演じた。
山田太一の小説『異人たちとの夏』を原作とした2023年の映画『異人たち』で第58回全米映画批評家協会賞主演男優賞を受賞している。
また、若い俳優たちを指導し、俳優としてのキャリア開始を支援するチャリティ "IdeasTap" (en) を支援している。

## 私生活
スコットは2013年に、ウラジーミル・プーチンの発表した反同性愛法制定に際して、自身がゲイであることをカミングアウトしている。ゲイであるということに関してスコットは、「嬉しいことに、今じゃみんなゲイのことを性格的欠点とは見なさないよね。でもこれは親切みたいな美徳じゃないし、バンジョーが弾けるみたいな特技でもない。ただの事実なんだ。勿論、（ゲイだということは）自分の特徴の一部ではあるけれど、これにつけ込んで何かしようとは思わないよ」と述べている。同じインタビューで、BBC Twoのドラマ "Legacy" (en) でKGBのスパイを演じた際、どうやって訛りを演じたか問われたスコットは、「英語を第2言語として話すロシア人は多いわけじゃないから、最初にウラジーミル・プーチンの動画をYouTubeで見たよ。でもプーチンはこの夏に反ゲイ法を制定するって言うんだ — だからね、1人のゲイとして、代わりにルドルフ・ヌレエフの動画を見たんだ。これってヌレエフへの寝返りみたいなものだね」と答えている。
スコットはインデペンデント紙の選ぶ「レインボー・リスト2014」(Rainbow List 2014)で、22位に選ばれた。このリストは、「変化をもたらした」（英: people who 'make a real difference'）101人のレズビアン、バイセクシャル、ゲイ、トランスジェンダーを選んだものである。

## フィルモグラフィ

### 長編映画

#### 映画
| 年   | 題名                                                                  | 役名                     | 備考                                 | 吹替     |
| ---- | --------------------------------------------------------------------- | ------------------------ | ------------------------------------ | -------- |
| 1995 | Korea (en)                                                            | エイモン・ドイル         |                                      | N/A      |
| 1997 | Drinking Crude                                                        | ポール                   | N/A                                  |          |
| 1998 | プライベート・ライアン Saving Private Ryan                            | 浜辺の兵士               |                                      |          |
| 1998 | The Tale of Sweety Barrett                                            | ダニー                   | N/A                                  |          |
| 2000 | ノーラ・ジョイス 或る小説家の妻 Nora                                  | マイケル・ボドキン       |                                      |          |
| 2003 | Dead Bodies (en)                                                      | トミー・マクガン         | N/A                                  |          |
| 2009 | The Duel (en)                                                         | ラエーフスキー           | 原作はアントン・チェーホフの『決闘』 | N/A      |
| 2013 | Legacy (en)                                                           | ヴィクトル・コスロフ     |                                      | N/A      |
| 2013 | The Stag (en)                                                         | ダヴィン                 | N/A                                  |          |
| 2014 | オン・ザ・ハイウェイ その夜、86分 Locke                               | ドナル                   | 立岡耕造                             |          |
| 2014 | パレードへようこそ Pride                                              | ゲシン・ロバーツ         | 村治学                               |          |
| 2014 | ジミー、野を駆ける伝説 Jimmy's Hall                                   | シェイマス神父           | N/A                                  |          |
| 2015 | 007 スペクター Spectre                                                | C（マックス・デンビー）  | 桐本拓哉                             |          |
| 2015 | ヴィクター・フランケンシュタイン Victor Frankenstein                  | ロデリック・ターピン警部 | 村治学                               |          |
| 2016 | アリス・イン・ワンダーランド/時間の旅 Alice Through the Looking Glass | アディソン・ベネット     |                                      |          |
| 2016 | Swallows and Amazons (en)                                             | ラズロウ                 | N/A                                  |          |
| 2016 | マイ ビューティフル ガーデン This Beautiful Fantastic                 | ヴァーノン               | N/A                                  |          |
| 2016 | ぼくたちのチーム Handsome Devil                                       | シェリー                 | 桐本拓哉                             |          |
| 2016 | 否定と肯定 Denial                                                     | アンソニー・ジュリウス   | 日本では2017年12月8日公開            | 水越健   |
| 2019 | 1917 命をかけた伝令 1917                                              | レスリー中尉             |                                      | 小原雅人 |
| 2022 | 少女バーディ ～大人への階段～ CATHERINE CALLED BIRDY                  | ロロ                     | 赤城進                               |          |
| 2023 | 異人たち All of Us Strangers                                          | アダム                   | 原作は山田太一の『異人たちとの夏』   | N/A      |
| 2025 | バック・イン・アクション Back in Action                               | バロン                   | Netflixオリジナル映画                | 上田燿司 |
| 2025 | Wake Up Dead Man: A Knives Out Mystery                                | TBA                      | Netflixオリジナル映画                |          |
| TBA  | Pressure                                                              | ジェームズ・スタッグ大尉 | プリプロダクション                   |          |

#### テレビ映画
| 年   | 題名                                                                | 役名                           | 備考                                   |
| ---- | ------------------------------------------------------------------- | ------------------------------ | -------------------------------------- |
| 1995 | Budgie                                                              | ピーター                       |                                        |
| 1998 | Miracle at Midnight (en)                                            | マイケル・グランバウム         |                                        |
| 1998 | アメリカ人 The American                                             | ヴァレンティン・ド・ベルガルド | ヘンリー・ジェイムズの同名小説の映像化 |
| 2005 | The Quatermass Experiment (en)                                      | ヴァーノン                     |                                        |
| 2008 | Little White Lie (en)                                               | バリー                         |                                        |
| 2010 | ジョン・レノンの魂〜アーティストへの脱皮 苦悩の時代〜 Lennon Naked  | ポール・マッカートニー         |                                        |
| 2012 | The Scapegoat (en)                                                  | ポール                         |                                        |
| 2016 | ホロウ・クラウン/嘆きの王冠 The Hollow Crown: The Wars of the Roses | ルイ11世                       |                                        |
| 2018 | アンソニー・ホプキンスのリア王 King Lear                            | エドガー                       |                                        |

### 短編映画
| 年   | 題名                     | 役名                          | 備考             |
| ---- | ------------------------ | ----------------------------- | ---------------- |
| 2001 | I Was the Cigarette Girl | ティム                        |                  |
| 2010 | Chasing Cotards          | ハート・エリオット=ヒンウッド |                  |
| 2010 | Silent Things            | ジェイク                      |                  |
| 2012 | Sea Wall                 | アレックス                    | 舞台作品の映像化 |
| 2016 | The Hope Rooms           | ショーン                      |                  |

### テレビ

#### テレビドラマ
| 年        | 題名                                                      | 役名                               | 備考                               | 吹替     |
| --------- | --------------------------------------------------------- | ---------------------------------- | ---------------------------------- | -------- |
| 2000      | 経度への挑戦 Longitude                                    | ジョン・キャンベル                 | ミニシリーズ                       | なし     |
| 2001      | バンド・オブ・ブラザーズ Band of Brothers                 | ジョン・“カウボーイ”・ホール二等兵 | 計2話出演                          | なし     |
| 2003      | Killing Hitler                                            | スナイパー                         | ドキュメンタリーシリーズ           | なし     |
| 2004      | My Life in Film                                           | ジョーンズ                         |                                    | なし     |
| 2007      | 20世紀"核"の内幕 〜米ソ対立とスパイ戦争〜 Nuclear Secrets | アンドレイ・サハロフ               | ミニシリーズ 計1出演               | なし     |
| 2008      | ジョン・アダムズ John Adams                               | ウィリアム・スミス大佐             | 計4話出演                          | なし     |
| 2010-2017 | SHERLOCK（シャーロック） Sherlock                         | ジム・モリアーティ                 |                                    | 村治学   |
| 2010      | 刑事フォイル Foyle's War                                  | ジェイムズ・デヴェロー             | 計1話出演                          |          |
| 2010      | Garrow's Law                                              | キャプテン・ジョーンズ             | "Episode #2.2"出演                 | なし     |
| 2011      | THE HOUR 裏切りのニュース The Hour                        | アラム・ル・レイ                   | 計2話出演                          | なし     |
| 2012      | Blackout                                                  | ダリエン・ビーヴァン               | ミニシリーズ                       | なし     |
| 2012      | The Town                                                  | マーク・ニコラス                   |                                    | なし     |
| 2013      | Dates                                                     | クリスティアン                     | ミニシリーズ "Jenny and Christian" | なし     |
| 2019      | Fleabag フリーバッグ Fleabag                              | 神父                               |                                    | 内田夕夜 |
| 2020-2023 | ダーク・マテリアルズ/黄金の羅針盤 His Dark Materials      | グラマン                           |                                    |          |
| 2022      | パーストオブラブ 愛に焦がれて The Pursuit of Love         | ロード・マーリン                   |                                    |          |

#### WEB配信ドラマ
| 年   | 題名                                          | 役名           | 配信局             | 備考                       | 吹替     |
| ---- | --------------------------------------------- | -------------- | ------------------ | -------------------------- | -------- |
| 2019 | ブラック・ミラー Black Mirror                 | クリス         | Netflix            | 第5シーズン第2話『待つ男』 | 玉木雅士 |
| 2019 | モダン・ラブ 〜今日もNYの街角で〜 Modern Love | トビン         | Amazon Prime Video | 計2話出演                  | 最上嗣生 |
| 2024 | リプリー Ripley                               | トム・リプリー | Netflix            | 計8話出演                  | 阪口周平 |

## 舞台
| 作品名                                                         | 役名                                        | 監督                                            | 劇場 受賞                                                                                |
| -------------------------------------------------------------- | ------------------------------------------- | ----------------------------------------------- | ---------------------------------------------------------------------------------------- |
| Brighton Beach Memoirs (en)                                    | スタン Stan                                 | Rita Tieghe                                     | アンドリューズ・レーン・シアター、ダブリン Andrew's Lane, Dublin                         |
| 作者を探す六人の登場人物 Six Characters in Search of an Author | 息子 The Son                                | ジョン・クローリー John Crowley                 | アベイ座 Abbey Theatre                                                                   |
| フィガロの結婚 The Marriage of Figaro                          | ケルビーノ Cherubino                        | ブライアン・ブレーディ Brian Brady              | アベイ座 Abbey Theatre                                                                   |
| つまらぬ女 A Woman of No Importance                            | ジェラルド・アーバスノット Gerald Arbuthnot | ベン・バーンズ Ben Barnes                       | アベイ座 Abbey Theatre                                                                   |
| Lonesome West                                                  | ウェルシュ神父 Father Welsh                 | ギャリー・ハインズ Garry Hynes                  | ドルイド・シアター・カンパニー Druid Theatre Co.                                         |
| 夜への長い旅路 Long Day's Journey into Night                   | エドマンド Edmund                           | カレル・ライス Karel Reisz                      | ゲート・シアター、ダブリン The Gate, Dublin                                              |
| ダブリン・キャロル Dublin Carol                                | マーク Mark                                 | イアン・リックソン Ian Rickson                  | オールド・ヴィク / ロイヤル・コート・シアター Old Vic / Royal Court Theatre\|Royal Court |
| The Secret Fall of Constance Wilde                             | アルフレッド・ダグラス                      | パトリック・メイソン Patrick Mason              | アベイ座 / バービカン・シアター、RSC Abbey Theatre / Barbican, RSC                       |
| The Coming World                                               | エド / タイ Ed / Ty                         | マーク・ブリックマン Mark Brickman              | ソーホー・シアター Soho Theatre                                                          |
| Crave (en)                                                     | B                                           | ヴィッキー・フェザーストーン Vicky Featherstone | ロイヤル・コート・シアター Royal Court                                                   |
| Original Sin                                                   | 天使 Angel                                  | ピーター・ギル (脚本家) Peter Gill              | クルーシブル劇場 Sheffield Crucible                                                      |
| Playing the Victim                                             | ヴァルヤ Valya                              | リチャード・ウィルソン Richard Wilson           | Told by an Idiot                                                                         |
| The Cavalcaders                                                | ローリー Rory                               | ロビン・ルフェーブル Robin Lefevre              | トリサイクル・シアター Tricycle Theatre                                                  |
| A Girl in a Car with a Man                                     | アレックス Alex                             | ジョー・ヒル＝ギビンズ Joe Hill-Gibbins         | ロイヤル・コート・シアター Royal Court                                                   |
| A Girl in a Car with a Man                                     | アレックス Alex                             | ジョー・ヒル＝ギビンズ Joe Hill-Gibbins         | ローレンス・オリヴィエ賞 Award for Outstanding Achievement in an Affiliate Theatre (en)  |
| Aristocrats                                                    | カザミア Casimir                            | トム・ケインズ Tom Cairns                       | ロイヤル・ナショナル・シアター National Theatre                                          |
| Dying City                                                     | クレイグ / ピーター Craig / Peter           | ジェイムズ・マクドナルド James McDonald         | ロイヤル・コート・シアター Royal Court                                                   |
| The Vertical Hour (en)                                         | フィリップ・ルーカス Philip Lucas           | サム・メンデス Sam Mendes                       | ミュージック・ボックス・シアター、ニューヨーク The Music Box, NY                         |
| The Vertical Hour (en)                                         | フィリップ・ルーカス Philip Lucas           | サム・メンデス Sam Mendes                       | ノミネート – ドラマ・リーグ・アワード                                                    |
| Sea Wall                                                       | アレックス Alex                             | ジョージ・ペリン George Perrin                  | ブッシュ・シアター The Bush Theatre                                                      |
| Roaring Trade                                                  |                                             | ロクサーナ・シルバーと Roxana Silbert           | ソーホー・シアター Soho Theatre                                                          |
| Cock                                                           | M                                           | ジェームズ・マクドナルド James McDonald         | ロイヤル・コート・シアター Royal Court                                                   |
| Cock                                                           | M                                           | ジェームズ・マクドナルド James McDonald         | ローレンス・オリヴィエ賞 Award for Outstanding Achievement in an Affiliate Theatre       |
| 生活の設計 Design for Living                                   | レオ Leo                                    | アンソニー・ペイジ Anthony Page                 | オールド・ヴィク Old Vic                                                                 |
| 皇帝とガリラヤ人 Emperor and Galilean                          | ジュリアン（ユリアヌス） Julian             | ジョナサン・ケント Jonathan Kent                | ロイヤル・ナショナル・シアター                                                           |
| Birdland (2014)                                                | ポール Paul                                 | キャリー・クラックネル Carrie Cracknell         | ロイヤル・コート・シアター                                                               |
| レターズ・ライブ Letters Live                                  |                                             |                                                 | フリーメーソンズ・ホール Freemasons' Hall                                                |
| The Dazzle                                                     | ラングリー・コリヤー Langley Collyer        | サイモン・エヴァンス Simon Evans                | Found111                                                                                 |
| プレゼント・ラフター Present Laughter                          | ギャリー・エッセンダイン Garry Essendine    | マシュー・ウォーチャス Matthew Warchus          | オールド・ヴィック・シアター The Old Vic Theatre                                         |

## 受賞とノミネート歴

### 劇場作品
| 年              | 賞名                                                                                    | 作品名                                       | 結果       |
| --------------- | --------------------------------------------------------------------------------------- | -------------------------------------------- | ---------- |
| 1998年          | アイリッシュ・タイムズ・シアター・アワード 最優秀助演男優賞                             | 夜への長い旅路 Long Day's Journey into Night | ノミネート |
| 2005年          | ローレンス・オリヴィエ賞 Award for Outstanding Achievement in an Affiliate Theatre (en) | A Girl in a Car with a Man                   | 受賞       |
| 2006年 - 2007年 | ドラマ・リーグ・アワード Distinguished Performance                                      | The Vertical Hour (en)                       | ノミネート |
| 2010年          | ローレンス・オリヴィエ賞 Award for Outstanding Achievement in an Affiliate Theatre      | Cock                                         | 受賞       |

### 映画
| 年     | 賞名 | 作品名                       | 結果       |
| ------ | --- | ---------------------------- | ---------- |
| 2003年 | アイルランド映画・テレビアカデミー賞 (1st Irish Film & Television Awards) 最優秀主演男優賞              | Dead Bodies (en)             | 受賞       |
| 2004年 | ベルリン国際映画祭 シューティング・スター賞                                                             | –                            | 受賞       |
| 2014年 | アイルランド映画・テレビアカデミー賞 (11th Irish Film & Television Awards) 最優秀主演男優賞長編映画部門 | The Stag (en)                | ノミネート |
| 2014年 | 第17回英国インディペンデント映画賞 最優秀助演男優賞                                                     | パレードへようこそ The Pride | 受賞       |
| 2015年 | アイルランド映画・テレビアカデミー賞 (12th Irish Film & Television Awards) 最優秀助演男優賞長編映画部門 | パレードへようこそ The Pride | ノミネート |

### テレビ
| 年     | 賞名                                                                                                  | 作品名                            | 結果 |
| ------ | --- | --------------------------------- | ---- |
| 2012年 | 英国アカデミー賞テレビ部門 最優秀助演男優賞 (en)                                                      | SHERLOCK（シャーロック） Sherlock | 受賞 |
| 2012年 | BBCオーディオ・ドラマ・アワード 最優秀助演男優賞                                                      | Referee                           | 受賞 |
| 2013年 | アイルランド映画・テレビアカデミー賞 (10th Irish Film & Television Awards) 最優秀助演男優賞テレビ部門 | SHERLOCK（シャーロック） Sherlock | 受賞 |
| 2013年 | BBCオーディオ・ドラマ・アワード 最優秀男優賞                                                          | 背信 Betrayal                     | 受賞 |

## 日本語吹き替え
『20世紀"核"の内幕 〜米ソ対立とスパイ戦争〜』以降、村治学が多くの作品で担当している。
このほかに、桐本拓哉も複数回声を当てている。